# Agartala Airport
Agartala Airport är en flygplats i Indien.   Den ligger i distriktet West Tripura och delstaten Tripura, i den östra delen av landet, 1 500 km öster om huvudstaden New Delhi. Agartala Airport ligger 14 meter över havet.
Terrängen runt Agartala Airport är platt, och sluttar västerut. Runt Agartala Airport är det tätbefolkat, med 683 invånare per kvadratkilometer. Närmaste större samhälle är Agartala, 6,9 km sydost om Agartala Airport. Trakten runt Agartala Airport består till största delen av jordbruksmark.